# Distretto di Sang Khom
Il distretto di Sang Khom (in thailandese: สร้างคอม) è un distretto (amphoe) della Thailandia, situato nella provincia di Udon Thani.